# Маріанські Лазні
Маріанські Лазні (чеськ. Mariánské Lázně, нім. Marienbad) — курортне місто в Чехії, розташоване на заході історичної області Богемія. Маріанські Лазні знані як лікувальний курорт завдяки наявності тут холодних джерел мінеральної води, що мають цілющі властивості.

## Історія
Хоча самому місту лише близько двохсот років, місцевість була заселена набагато раніше. Німецькі поселенці були покликані в цей регіон чеськими правителями з династії Пржемисловичів в 12 столітті. Перші письмові згадки про цю місцевість датуються 1273 роком, коли там розміщувалось село Ушовіце. Джерела вперше згадуються в документі, датованому 1341 роком, де вони називаються «джерелами Аушовітцера», що належать абатству Тепла. Тільки завдяки зусиллям Яна Йозефа Негра, лікара абатства, який з 1779 і до своєї смерті в 1820 році працював над демонстрацією цілющих властивостей джерел і спонукав до використання джерельної води в лікувальних цілях.
Вперше назва Марієнбад з'явилася в 1786 році; місто отримало її в 1808 році, а статус міста в 1868 році. Під керівництвом садівника Вацлава Скалніка, архітектора Іржі Фішера і будівельника Антона Тернера негостинна заболочена долина перетворилася на паркову сільську місцевість з колонадами, неокласичними будівлями і павільйонами навколо джерел. Між 1870 і 1914 роками багато нових готелів, колонад та інших будівель, за проєктами Фрідріха Ціклера, Йозефа Шаффера та Арнольда Геймана, було побудовано або перебудовано зі старих будинків. 1872 року місто отримало залізничне сполучення з містом Хеб (Егер), а отже, з усією Австро-Угорською імперією та рештою Європи.
До Першої світової війни Марієнбад був одним з найфешенебельніших курортів не тільки Австро-Угорщини, а й усієї Європи. Тут бували монархи (Микола II, Едуард VII), композитори (Шопен, Вагнер) письменники (Гете написав тут «Марієнбадську елегію», Іван Гончаров — роман «Обломов»). У липні-серпня 1839 року Микола Гоголь в Марієнбаді продиктував М. П. Погодіну уривок з першої редакції повісті «Шинель». У ті часи до Марієнбаду щороку приїздило близько 20 000 відвідувачів. Місто також було популярним місцем відпочинку рабинів та хасидів, задовольняючи їх потреби кошерними ресторанами, релігійними молитовними службами тощо.
На початку 20 століття щорічно з Марієнбаду вивозилося приблизно 1 000 000 пляшок мінеральної води. Воду з Хрестового джерела (Kreuzquelle, Křížový pramen) випаровували, а кінцевий продукт продали як проносне під назвою sal teplensis.
Марієнбад залишався популярним курортним напрямком між Першою та Другою світовими війнами. Після Другої світової війни етнічне німецьке населення міста було примусово виселене згідно з Потсдамською угодою, звільнивши цим місто від більшості населення. Після комуністичного перевороту 1948 р., місто було закрите для більшості іноземних відвідувачів. Після відновлення демократії в 1989 році було докладено багато зусиль для повернення місту його первісного вигляду та характеру. Сьогодні це популярний курорт, завдяки своєму розташуванню серед зелених гір Славковського і Чеського лісів, спортивних споруд (перше поле для гольфу в місті було відкрито в 1905 році британським королем Едуардом VII) і близькості до інших відомих курортних міст, таких як Карлові Вари (Карлові Вари) або Франтішкови Лазнє (Франценсбад).

## Природні джерела
Для лікувальних процедур застосовуються природно-лікувальні засоби — холодні кислі джерела, що застосовуються для питного лікування, інгаляцій та приготування вуглеводних ван, а також торф, грязі і природний лікувальний газ — так званий Маріїн газ.
Список природних джерел:
- Хрестове джерело
- Джерело Фердинанда
- Лісове джерело
- Джерело Амброжа
- Джерело Рудольфа
- Джерело Кароліни
- Маріїне джерело
- Джерело Олександри

## Транспорт
Основу громадського транпорту міста складає мережа тролейбусних маршрутів. Станом на початок 2021 року в місті працює 4 маршрути які обслуговують 9 сучасних тролейбусів зі збільшеним автономним ходом.

## Відомі особистості
В поселенні помер:
- Енох Генріх Кіш (1841—1918) — австрійський бальнеологіст і гінеколог.